# Semi contact
Semi Contact – formuła kick-boxingu nastawiona głównie na szybkość zawodników. Walka jest przerywana za każdym razem gdy sędzia ringowy zauważy czyste trafienie jednego zawodnika. Każde trafienie przeciwnika (o ile wychwyci je sędzia) jest punktowane.
Teoretycznie jest to najbezpieczniejsza forma kick-boxingu, jednakże ze względu na szybkość uderzeń i nie zawsze kontrolowaną siłę zdarza się w niej relatywnie dużo kontuzji włącznie z nokautami.

## Przepisy walki semi-contact (streszczenie)

### Wagi
Według przepisów WAKO wyróżnia się kategorie wagowe:
- Seniorzy (18-45 lat):
  - mężczyźni: do 57 kg, do 63 kg, do 69 kg, do 74 kg, do 79 kg, do 84 kg, do 89 kg, do 94 kg, powyżej 94 kg.
  - kobiety: do 50 kg, do 55 kg, do 60 kg, do 65 kg, do 70 kg, powyżej 70 kg
- Juniorzy (16-18 lat):
  - mężczyźni: do 57 kg, do 63 kg, do 69 kg, do 74 kg, do 79 kg, do 84 kg, do 89 kg, do 94 kg, powyżej 94 kg.
  - kobiety: do 50 kg, do 55 kg, do 60 kg, do 65 kg, do 70 kg, powyżej 70 kg
- Kadeci starsi (13-15 lat):
  - chłopcy: do 42 kg, do 47 kg, do 52 kg, do 57 kg, do 63 kg, do 69 kg, powyżej 69 kg
  - dziewczęta:  do 42 kg, do 46 kg, do 50 kg, do 55 kg, do 60 kg, do 65 kg, powyżej 65 kg
- Kadeci młodsi (10-12 lat):
  - chłopcy i dziewczęta: do 28 kg, do 32 kg, do 37 kg, do 42 kg, do 47 kg, powyżej 47 kg

### Miejsce walki
W regulaminie WAKO walki toczą się na planszach zwanych tatami. W mistrzostwach świata i kontynentalnych pole walki jest kwadratem o wymiarach 8 na 8 metrów dla seniorów i juniorów oraz 6 na 6 metrów dla kadetów.

### Ubiór i ochraniacze
W regulaminie WAKO ochraniacze obejmują: kask na głowę, ochraniacz zębów, ochraniacz piersi dla kobiet (obowiązkowy dla seniorek i juniorek), rękawice do semi-contactu, suspensorium, nagolenniki i ochraniacze stóp. Zawodnicy powinni nosić czysty strój w dobrym stanie. Obowiązują długie, luźne spodnie do kostek. Górną część stroju stanowi bluza z dekoltem w kształcie "V", która powinna pokazywać nazwę lub skrót nazwy reprezentowanego kraju. Przepisy zawierają również wskazania dotyczące umieszczenia reklam sponsorów na strojach.

### Komendy
Zgodnie z przepisami WAKO sędzia wydaje komendy:
- Komenda Time ("Czas"), której towarzyszy ułożenie rąk w kształt dużej litery "T", nakazuje wstrzymać walkę, a sędziemu czasu wstrzymać zegar odmierzający czas aż do wydania komendy Fight ("Walcz"). Wykorzystuje się ją: kiedy sędzia daje ostrzeżenie zawodnikowi lub zawodnik prosi o przerwę podnosząc prawą rękę (przeciwnik w takich przypadkach zasuwa do neutralnego narożnika), kiedy sędzia zauważa potrzebę poprawienia stroju zawodnika, kiedy sędzia zauważa możliwą kontuzję zawodnika (co najwyżej 2 minuty przerwy na interwencję lekarza dla seniorów i juniorów oraz półtorej minuty dla kadetów). Komenda ta wymaga krótkiego wyjaśnienia powodu wstrzymania walki.
- Komenda Shake hands ("Uściśnijcie ręce") przed rozpoczęciem walki.
- Komenda Fight ("Walcz") na rozpoczęcie walki lub jej wznowienie.
- Komenda Stop ("Stop") wstrzymanie walki aż do następnej komendy, towarzyszące zwykle daniu punktów, zawodnicy wracają do pozycji startowej.

### Czas walki
Zgodnie z przepisami WAKO, w mistrzostwach świata i kontynentów dla seniorów oraz juniorów walka trwa 3 rundy po 2 minuty z jednominutową przerwą między rundami. W innych zawodach, ze względu na dużą liczbę zawodników, walkę można skrócić do 2 rund po 2 minuty. W przypadku kadetów, walki trwają 2 rundy po półtorej minuty.

### Rozstrzygnięcia
W regulaminie WAKO, zwycięża zawodnik, który uzyskał więcej punktów niż przeciwnik. W przypadku różnicy co najmniej punktów walka zostaje przerwana i zawodnik o większej liczbie punktów wygrywa. Inne przypadki rozstrzygnięcia to dyskwalifikacja i walkower. 

### Zasady punktowania
Uznaje się tylko dozwolone ciosy w dozwolone cele na przeciwnika ciele. Ciosy musi cechować kontrolowany kontakt. Sędziowie muszą widzieć uderzenie, nie mogą się opierać na odgłosie ciosu. Zawodnik winien patrzeć na punkt trafienia podczas wykonywania techniki. Każda technika musi trafiać z "sensowną" (ang. reasonable) siłą - techniki, które jedynie trącają, dotykają lub pchają przeciwnika nie mogą być punktowane. W przypadku techniki z wyskoku, zawodnik musi wylądować na polu walki i utrzymać równowagę. Może dotknąć podłoża jedynie stopami.
Regulamin WAKO stosuje następującą punktację:
- cios pięścią: 1 pkt,
- kopnięcie w tułów: 1 pkt,
- podcięcie (zmuszające przeciwnika do dotknięcia podłoża inną częścią ciała niż stopy): 1 pkt,
- kopnięcie w głowę: 2 pkt,
- kopnięcie z wyskoku w tułów: 2 pkt,
- kopnięcie z wyskoku w głowę: 3 pkt.

Jeżeli po podcięciu następuje inna technika, nie zostaje za nią przyznany punkt. W sytuacji wymagającej przyznania punktu, sędzia wydaje komendę "Stop" i następuje natychmiastowe wskazanie przez pozostałych sędziów liczby punktów oraz zawodnika, któremu się owe punkty przyznaje.

### Ciosy i akcje dozwolone
Przepisy WAKO pozwalają na ciosy w przednią, boczną część głowy oraz w czoło, a także w przód i boki tułowia. Dopuszcza się podcięcia poniżej połowy łydki. Dopuszczalne są kopnięcia: frontalne, boczne, w tył, okrężne, kopnięcie hakowe (jedynie podeszwą stopy), kopnięcie półksiężycowe (ang. crescent kick), kopnięcie opadające (jedynie podeszwą stopy), z wyskoku, obrotowe. Spośród technik ręcznych zezwala się na ciosy bokserskie, cios grzbietem pięści, cios wewnętrzną krawędzią dłoni (ang. ridgehand).

### Ciosy i akcje niedozwolone
Zasadniczo zabronione są wszystkie techniki, które zabronione są w formule full contact. Poza tym uderzenia i kopnięcia nie mogą być zadawane z pełną siłą. 

### Kary
W wypadku, gdy zawodnik znokautuje przeciwnika i sędzia stwierdzi, że było to po zbyt silnym ciosie, to tenże zawodnik zostaje zdyskwalifikowany. Zawodnicy walczą w ochraniaczach na nogi, rękawicach oraz kaskach.